# Caracolí
Caracolí est une municipalité située dans le département d'Antioquia, en Colombie.